# Filtro digital
Um filtro tem como função remover partes não desejadas de um sistema de transmissão ou extrair partes que podem ser útil do sinal. O filtro digital é um filtro que processa sinais digitais usando um processador digital para executar cálculos necessários para fazer a filtragem, multiplicando os valores da entrada por constantes e somando os produtos resultantes, além de utilizar técnicas matemáticas, como Transformadas de Fourier e Hilbert em valores amostrados do sinal de entrada. O processador pode ser um computador ou um DSP. Em um processo de filtragem digital, o sinal analógico deve ser primeiramente digitalizado usando um ADC.
Filtros digitais são um elemento essencial para os atuais equipamentos eletrônicos, como rádios, celulares e dispositivos multimídia em geral.

## Tipos
- Filtro FIR - Filtro FIR  (FIR – Finite Impulse Response) é um filtro digital que apresenta duração finita em resposta a um impulso;[2]
- Filtro IIR - Filtro IIR (IIR – Infinite Impulse Response) é um filtro digital que apresenta duração infinita em resposta a um impulso.[3]

| REPRESENTAÇÃO DE UM FILTRO IIR | {\displaystyle y[n]=a_{n}x[n]+a_{n-1}x[n-1]+a_{n-2}x[n-2]+...+b_{n-1}y[n-1]+b_{n-2}y[n-2]+...} |
| REPRESENTAÇÃO DE UM FILTRO FIR | {\displaystyle y[n]=a_{n}x[n]+a_{n-1}x[n-1]+a_{n-2}x[n-2]+a_{n-3}x[n-3]+...}                   |

- x[ ] é o sinal de entrada;
- y[ ] é o sinal de saída;

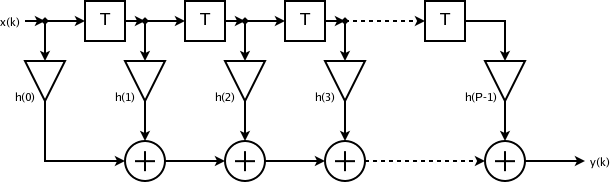
Estrutura de um filtro FIR

- a e b são os coeficientes de recursão. [4]

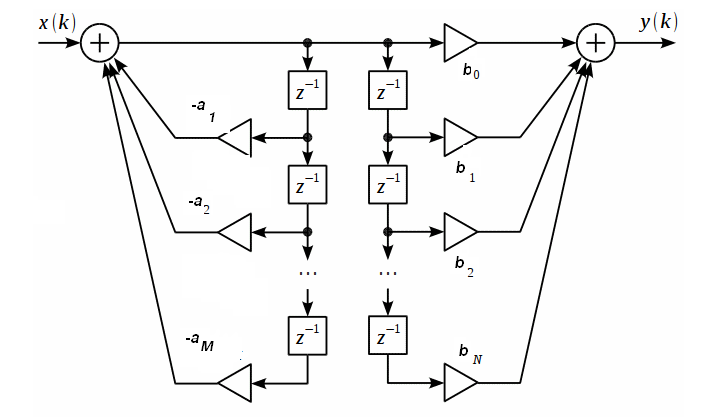
Estrutura de uum filtro IIR

Para achar o coeficientes de recursão e a resposta do filtro de um filtro IIR é necessário utilizar a técnica matemática chamada de Transformada Z.

## Vantagens
Os filtros digitais têm muitas vantagens comparativamente aos analógicos. Por exemplo:
- A durabilidade dos componentes electrónicos que constituem um filtro analógico é muito menor que a durabilidade do equipamento de aquisição e processamento de sinal que constitui o filtro digital;
- Consegue-se facilmente implementar filtros de ordem elevada;
- O SNR (a relação sinal-ruído, signal-to-noise ratio em inglês, que é a relação entre a potência do sinal e a potência do ruído) dos filtros digitais é muito maior;
- Os filtros digitais são facilmente projetados, sendo os mesmos testados e implementados em um computador de forma simples;
- Como filtros digitais são programável a sua operação é determinada por um programa armazenado na memória de um  processador. Isto significa que o filtro digital pode ser mudado facilmente sem afetar seu circuito eletrônico (hardware).[5]